# Дольников, Василий Антонович
Василий Антонович Дольников — орудийный номер 275-го гвардейского истребительно-противотанкового артиллерийского полка 4-й гвардейской отдельной истребительно-противотанковой артиллерийской бригады 69-й армии 1-го Белорусского фронта, гвардии старший сержант; наводчик орудия 275-го гвардейского истребительно-противотанкового артиллерийского полка 61-й армии 1-го Белорусского фронта; 5-й ударной армии 1-го Белорусского фронта.

## Биография
Родился 25 января 1915 года в деревне Леденево ныне Жуковского района Брянской области в семье крестьянина. Русский. Окончил 5 классов. Работал столяром.
В Красной Армии с сентября 1941 года. Участник Великой Отечественной войны с февраля 1942 года.
Орудийный номер 275-го гвардейского истребительно-противотанкового артиллерийского полка гвардии старший сержант Василий Дольников 26 августа 1944 года при отражении контратаки противника под населенными пунктами Кликава, Гура-Пулавска, 49 километров восточнее города Радом, со своим расчетом вывел из строя танк, три пулемета, до взвода пехоты. Указом Президиума Верховного Совета СССР от 18 октября 1944 года «за образцовое выполнение заданий командования в боях с немецко-фашистскими захватчиками» гвардии старший сержант Дольников Василий Антонович награждён орденом Славы 3-й степени.
27 марта 1945 года наводчик орудия того же артиллерийского полка Василий Дольников близ населенного пункта Геншмар, 8 километров северо-западнее города Кюстрин, ныне Костшин-над-Одрой, метким орудийным огнём уничтожил пулемет и до 15 солдат противника, за что 19 апреля 1945 года награждён орденом Славы 3-й степени.
Указом Президиума Верховного Совета СССР от 3 июля 1978 года «за образцовое выполнение заданий командования в боях с немецко-фашистскими захватчиками» Дольников Василий Антонович перенаграждён орденом Славы 1-й степени, став полным кавалером ордена Славы.
16 апреля 1945 года при прорыве обороны противника северо-западнее Кюстрина и в боях за Берлин расчет Василия Дольникова, действовавший в составе тех же полка и бригады поразил зенитное орудие, три пулемета и до взвода вражеской пехоты.
Указом Президиума Верховного Совета СССР от 10 июня 1945 года «за образцовое выполнение заданий командования в боях с немецко-фашистскими захватчиками» гвардии старший сержант Дольников Василий Антонович награждён орденом Славы 2-й степени.
В 1945 году отважный артиллерист демобилизован из рядов Красной Армии. Жил в городе Жуковка Брянской области. Работал слесарем на велозаводе. Скончался 13 сентября 1981 года.
Награждён орденами Красной Звезды, Славы 1-й, 2-й и 3-й степеней, медалями.